# マリアン・バッディ
- マリアン・ブッデ[1]

マリアン・エドガー・バッディ（[ˈbʌdi]; 英語: Mariann Edgar Budde, 旧姓: エドガー (Edgar), 1959年12月10日 - ）は、米国聖公会に所属するアメリカの高位聖職者である。彼女は2011年11月からワシントン教区の主教の地位にある。彼女はワシントン教区におけるはじめての女性の主教である。
バッディは、1988年に執事、1989年に司祭としての按手を受けた。彼女は、1993年から2011年にワシントン教区の主教に就任するまで、ミネソタ州ミネアポリスにあるセント・ジョンズ米聖公会教会において、教区牧師を務めた。彼女は、2017年のワシントン大聖堂にあった南北戦争の南軍の将軍たちを称えるステンドグラスの撤去を統括、2023年に窓はアフリカ系アメリカ人公民権運動を描いた物に交換された。
2018年、彼女は、殺害された同性愛の男性、マシュー・シェパードの遺灰を大聖堂に埋葬する儀式を取り仕切った。彼女は2020年民主党全国大会において祝祷を行なった。2025年1月、バッディは、ドナルド・トランプの2度目の大統領就任式の後に行われた、超教派の礼拝で説教をした。彼女の説教の内容は、社会的に排除された集団に対する共感と慈悲を呼びかける物だった。トランプと彼の一部の支援者たちが彼女の発言を非難する一方で、その他の公人や教会の関係者は彼女を支援した。

## 生い立ちと教育
1959年12月10日、マリアン・バッディは、ニュージャージー州サミットにおいて、スウェーデン系アメリカ人の母親、アン・ビョルクマン（Ann Björkman, 1931年-2024年）とアメリカ人の父親のウィリアム・エドガーとの間に生まれた。マウントオリーブ・タウンシップのフランダースで成長した彼女は、ウェスト・モリス=マウントオリーブ高等学校で学び、彼女の両親が離婚した後、コロラド州に引っ越した。
1982年、彼女は、ロチェスター大学における歴史専攻の学士課程を終えて、マグナ・クム・ラウデ（magna cum laude）の成績をもって、教養学士号を取得した。彼女は
バージニア神学校で、1989年に神学修士号、2008年に牧会学博士号を取得した。
1986年、マリアン・エドガーはポール・バッディと結婚した。それに伴い、彼女はマリアン・エドガー・バッディと名乗るようになった。夫妻の間にはふたりの息子がいる。

## 経歴

### 大統領就任式の礼拝
ドナルド・トランプの2度目の大統領就任式の翌日の2025年1月21日、バッディは、ワシントン大聖堂で大統領就任式ごとに挙行される事が慣例となっている、超教派の礼拝において説教を行った。新たに副大統領となったJ・D・ヴァンス、下院議長のマイク・ジョンソン、トランプから国防長官に指名されたピート・ヘグセスも参列していた。バッディは説教の中で、最前列に座るトランプに対し、次のように語りかける事で社会的弱者への慈悲と思いやりを示すよう彼に促した。
バッディは特に、LGBTQのコミュニティ、移民、彼らの国の戦争から逃れてきた難民について言及した。
礼拝が終わった後、トランプは彼のソーシャルメディアサイトであるTruth Socialで、バッディの事を「火曜日の朝、全国礼拝で説教した、いわゆる主教とやらは、急進的な左翼で強硬なトランプ憎悪者」と呼んで嘲った。トランプは礼拝が「とても退屈だった」と評して、バッディと聖公会に対し謝罪を要求した。トランプの協力者たちもバッディを攻撃した。南部バプテスト連盟の牧師であるロバート・ジェフレスは、「私たちの偉大な大統領を励ますのではなく辱めた」と主教を非難し、共和党所属の下院議員であるマイク・コリンズは、合衆国市民であるバッディを「国外追放者の一覧に加えなければならない」と述べた。バプテスト・ニュース・グローバルによれば、メーガン・バシャムやその他の極右の宗教関係者たちが、この事件を女性を按手して聖職者とする事に反対する彼らの見解を押し広げるために持ち出した。その一方で、公民権賛同者であるバーニス・キング、ローマ教皇フランシスコの伝記を書いたオースティン・イヴェレイ、そしてそれ以外の著名人たちが、バッディの発言を歓迎した 。
バッディは、彼女の発言に対するトランプの反応について答える事を辞退した。インタビューにおいて、彼女は「国家はあなたに委ねられました。そして指導者の素質を決するひとつの要素が慈悲なのです」という、新たな大統領に対する意図を込めた、穏健な内容の説教だったと述べた。バッディは、団結するためには、慈悲、謙虚、そして個人の尊厳の擁護を要すると述べ、さらに彼女は、アメリカの「軽蔑の文化」や、同じように分断を煽る物語に対する警告を発した。

## 承認と栄誉
2012年、バッディは、バージニア神学校から名誉神学博士の名誉学位が授与された。

## 著書
- Gathering Up The Fragments: Preaching as Spiritual Practice. Lima, Ohio: CSS Pub. Co., Inc. (2009). ISBN 978-0-7880-2605-8
- Receiving Jesus: The Way of Love. New York: Church Publishing. (2019). ISBN 978-1-64065-240-8 with a foreword written by Presiding Bishop Michael Curry.[29]
- How We Learn to Be Brave: Decisive Moments in Life and Faith. New York: Penguin. (2023). ISBN 978-0-593-53921-7